# Fachakademie für Sozialpädagogik der Landeshauptstadt München
Die Fachakademie für Sozialpädagogik der Landeshauptstadt München ist eine der größten Ausbildungsstätten in Bayern für Erzieher und Erzieherinnen. Ihr Träger ist die Landeshauptstadt München.

## Geschichte
1870 gründete Lorenz Illing, unterstützt vom Münchner Kindergartenverein, in der Schellingstrasse ein privates Kindergärtnerinnenseminar. Die Ausbildungszeit war auf ein Jahr begrenzt, als Vorbildung wurde der Besuch der Höheren Töchterschule gefordert oder das Abschlusszeugnis der Werk- und Feiertagsschule mit der Note Eins. Über 30 Jahre leitete Lorenz Illing die Schule. In dieser Zeit hatte der Schulleiter, zusammen mit den führenden Mitgliedern des Deutschen Fröbelverbandes (gegr. 1873 in Nordhausen), wie Eleonore Heerwart, Hanna Mecke, Henriette Goldschmidt, Henriette Schrader-Breymann etc., und des Münchner Kindergartenvereins einen ersten, allgemeingültigen Normlehrplan auf der Grundlage der Fröbelpädagogik entworfen. Dieser legte die notwendigen Unterrichtsfächer fest: Theorie und Praxis der Fröbel’schen Beschäftigungs- und Bildungsmittel, Fröbels Erziehungslehre, Organisation des Kindergartens, Praktische Übungen im Kindergarten, Allgemeine Erziehungslehre und deren Geschichte, Gesundheitslehre, Naturkunde (einschl. Tier- und Pflanzenpflege), Mathematische Formenlehre in ihrer Beziehung auf die Fröbel’schen Beschäftigungs- und Bildungsmittel, Singen, Turnen, Zeichnen und schließlich Aufsatz- und Vortragsübung.

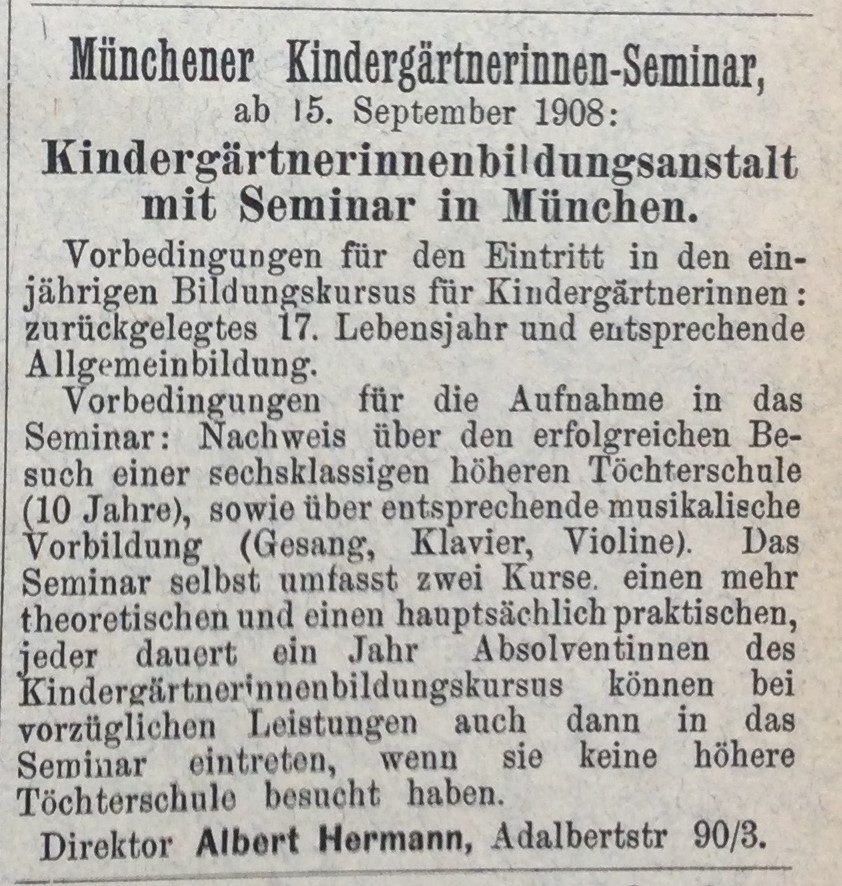
Werbeinserat ca. 1911; archiviert im Ida-Seele-Archiv

1913 übernahm die Stadt München die Ausbildungsstätte, die in die St. Annaschule übersiedelte. Ein Seminarkindergarten wurde im gleichen Jahr in einer Bogenhausener Villa, Neuberghauser Straße 11, errichtet. Die Ausbildungsdauer wurde auf zwei Jahre erhöht und wenige Jahre später kam noch ein einjähriger Aufbauzug zur Hortnerin hinzu:
„In der Ausbildungsstätte am Bogenhauser Kirchplatz unter dem Turm der St. Georgskirche... trafen damals die Töchter aus gebildeten Familien zur Erlernung eines der Lehrerin verwandten Frauenbeufs zusammen mit den dort lehrenden Dozenten, die an der Münchner Universität bei Aloys Fischer, Karl Bühler und Erich Becher mit Themen aus der Jugendpsychologie, aus Spielpädagogik oder Jugendliteratur promoviert hatten. Auch Ärzte, Juristen und Theologen unterrichteten in den Fächern des staatlichen Lehrplans. Kunsterziehung, Musik, Gymnastik, Werken und Sport wurden gepflegt, Feier- und Festgestaltung hatten den Rang eines Unterrichtsfaches. Theorie und Praxis der Arbeitsschule fanden unter der von der Bedeutung der Schulreform überzeugten Schulbehörde ebenso Eingang wie die Singbewegung und rhythmische Erziehung.“
Mit dem Schuljahr 1925/1926 nannte sich die Einrichtung Kindergärtnerinnen- und Hortnerinnenseminar. Mit der Erweiterung stand ein erneuter Umzug bevor. Das Seminar, das man zusätzlich 1926 mit der Sozialen Frauenschule verband, wurde in die Gebäude am Bogenhausener Kirchplatz eingewiesen, wo es bis 1964 seine Heimat hatte.
Im Jahr 1936 wurde der Ausbildungsstätte das Jugendleiterinnenseminar angeschlossen. Die Ausbildung dauerte ein Jahr. Aufgenommen wurden Frauen, die zuvor erfolgreich das Kindergärtnerinnen- und Hortnerinnenseminar besucht hatten sowie eine dreijährige Berufspraxis vorweisen konnten. Während der Bombennächte im Jahre 1943 und 1944 wurde das Seminar weitgehend zerstört. Doch der Unterricht ging in Notunterkünften weiter unter anderem in der Gebelschule. Am 17. Januar 1945 fand nach verkürzter Ausbildung für den zweiten Kindergärtnerinnenkurs in München die letzte Prüfung vor Kriegsende statt. Ein Teil des ersten Kindergärtnerinnenkurs wurde nach Wasserburg ausgelagert, der andere Teil der Klasse erhielt weiterhin Unterricht in der Gebelschule.
Nach dem Zusammenbruch der Nazi-Diktatur befahl die amerikanische Besatzungsmacht die vorläufige Stilllegung des Unterrichts. Am 26. November 1945 gab die Militärregierung die Erlaubnis zur Eröffnung des Seminars. Elisabeth Zorell übernahm die Leitung der Ausbildungsstätte, die 1946 wieder an den Bogenhausener Kirchplatz zurückkehrte. Über den schwierigen Anfang schrieb die Lehrerin Lotte Geppert:
Wir leben zwischen Trümmern und entbehren auf Schritt und Tritt Notwendigkeiten des täglichen Lebens. Dinge, die mit der europäischen Kultur als unentbehrlich verknüpft erschienen, sind uns unerreichbar geworden. Not und Mangel haben die Werte aller Verbrauchsgüter völlig verzerrt und verschoben; der Begriff des Wertbeständigen klammert sich nur noch an sehr begrenzte Objekte. Aus diesem Erleben des Zusammenstürzens und immer noch unaufhaltsamen Abwärtsgleiten heben sich aus dem Schwindelgefühl, das diese beklemmende Bewegung in die Tiefe auflöst, steuernd, schützend und haltgebend die unvergänglichen Werte. Wir spüren, daß sie in allem Chaos ein unerschütterliches Gerüst der eigentlichen, wesentlichen Welt bedeuten. Mag die Form in Nichts zerfallen, die Begriffe des Gewissens, der helfenden Liebe und des Guten an sich bleiben unantastbar. Diese seelischen Urkräfte aber sind die Grundlagen unserer Erziehungsarbeit an den Kindern und an unseren jungen Schülerinnen, die wir an unserem Seminar für den sozialpädagogischen Beruf ausbilden.
Die neue Schulleiterin gliederte 1948 dem Kindergärtnerinnen- und Hortnerinnenseminar ein Werklehrerseminar sowie ein Versuchsschulkindergarten an. Bis 1961 leitete Elisabeth Zorell die Institution. Ihr Nachfolger wurde Josef Hederer, der der Schule bis 1986 vor stand. Ein Novum für die Ausbildungsstätte war, dass 1964 erstmals eine Klasse für Männer eingerichtet wurde. Anfang der 1970er Jahre erreichte die Schule mit 16 Parallelklassen zu je 30 Schüler und Schülerinnen und 200 weiteren Studierenden im Telekolleg für Erzieher ihre bisher größte Ausdehnung.
Die weitere Entwicklung des Kindergärtnerinnenseminars ähnelt der der übrigen bayerischen Fachakademien für Sozialpädagogik: 1969 Umwandlung in Fachschule für Sozialpädagogik, 1973 Umwandlung in Fachakademie für Sozialpädagogik.
1984 übersiedelte die Ausbildungsstätte in das Anton-Fingerle-Bildungszentrum im Münchner Stadtteil Giesing. Zwei Jahre später übernahm Dietrich von Derschau die Schulleitung.
Im Jahr 2010 war die Fachakademie für Sozialpädagogik der Landeshauptstadt München mit ca. 900 Ausbildungsplätzen über alle Ausbildungsstufen hinweg die größte ihrer Art in Bayern. Da der Träger der Schule die Stadt München ist, steht sie unter öffentlicher, nicht konfessionell gebundener Trägerschaft. Die Ausbildungsstätte ist mit anderen sozialen Schulen und einem Kindergarten zu den Sozialpädagogischen Fachschulen der Landeshauptstadt München im Anton-Fingerle-Bildungszentrum zusammengeschlossen.
Mit dem Schuljahr 2021/22 wurde die Fachakademie aufgeteilt
- Städtische Fachakademie für Sozialpädagogik München Giesing, am alten Standort
- Städtische Fachakademie für Sozialpädagogik München Mitte, in der Ruppertstraße in der Ludwigsvorstadt